# 四萬部寺
四萬部寺（しまぶじ）は埼玉県秩父市にある曹洞宗の寺院で、山号は誦経山と号する。秩父札所の第一番である。また、秩父市の史跡に指定されている。
本尊真言：おん あろりきゃ そわか
ご詠歌：ありがたや一巻ならぬ法の華 数は四萬部の寺のいにしへ

## 歴史
『観音霊験記』の縁起によると、1007年（寛弘4年）幻通の創建である。播磨（播州）書写山性空上人の「武蔵国秩父は観世音菩薩有縁の地なり、彼の地に行きて教化せよ」との命を受けて弟子の幻通がこの地に至り、里人を教化して朝夕妙典四萬部を読誦して供養を行い経塚を築き、秩父第一番の霊場としたものとされる。また、四萬部寺の名前はこの縁起によるものである。

## 文化財
観音堂 - 埼玉県指定文化財
1697年（元禄10年）の建立、造営は秩父地方の名匠藤原徳左衛門吉久により、また、1756年（宝暦6年）に浅草講中の寄進により江戸の工匠が補修している。側面3間の入母屋造で、屋根は銅葺、正面に 1間の唐破風造りの向拝があり、勾欄付浜縁をめぐらしている。千鳥破風及び彫刻は文政年間（1818年～1830年）のものと思われる。様式は唐様から成り構造・装飾とも江戸中期における代表的技法をこらしており、秩父地方における社寺建造物の規範となった建物である。

## 交通
- 西武秩父駅または秩父駅より西武観光バス「皆野駅ゆき」にて「札所一番」下車[8]、または「定峰ゆき」にて「栃谷」下車 徒歩3分
- 秩父鉄道和銅黒谷駅より徒歩45分[6]

## 前後の札所
秩父札所（江戸巡礼古道）
1 四萬部寺 -- (2.1km)-- 2 真福寺